# Экпу, Патрик Эбоселе
Патрик Эбоселе Экпу (англ. Patrick Ebosele Ekpu; 26 октября 1931, Уроми, Колониальная Нигерия — 6 августа 2024) — католический прелат, аепископ Бенин-Сити с 5 июня 1973 и первый архиепископ Бенин-Сити с 26 марта 1994 года по 21 ноября 2006 года.

## Биография
7 июля 1963 года Патрик Эбоселе Экпу был рукоположён в священника, после чего служил в различных католических приходов епархии Бенин-Сити.
5 июня 1971 года Римский папа Павел VI назначил Патрика Эбоселе Экпу титулярным епископом Кастабалы и вспомогательным епископом Бенин-Сити. 21 ноября 1971 года состоялось рукоположение Патрика Эбоселе Экпу в епископа, которое совершил титулярный архиепископ Церцины Амелио Подджи в сослужении с епископом Бенин-Сити Патриком Джозефом Келли и вспомогательным епископом епархии Локоджи и титулярным епископом Фаллабы Алексисом Обабу Макози.
26 марта 1994 года епархия Бенин-Сити была преобразована в архиепархию и Патрик Эбоселе Экпу стал ей первым архиепископом.
21 ноября 2006 года подал в отставку.
Скончался 6 августа 2024 года после непродолжительной болезни в возрасте 92 лет.